# Stora Grytgölen (Döderhults socken, Småland)
Stora Grytgölen är en sjö i Oskarshamns kommun i Småland och ingår i Virån-Emåns kustområde. Sjön är 4,5 meter djup, har en yta på 0,12 kvadratkilometer och befinner sig 26,1 meter över havet.

## Delavrinningsområde
Stora Grytgölen ingår i det delavrinningsområde (634469-153559) som SMHI kallar för Mynnar i havet. Medelhöjden är 30 meter över havet och ytan är 36,02 kvadratkilometer. Det finns ett avrinningsområde uppströms, och räknas det in blir den ackumulerade arean 107 kvadratkilometer. Avrinningsområdets utflöde Applerumeån (Smältekvarnbäcken) mynnar i havet. Avrinningsområdet består mestadels av skog (79 %). Avrinningsområdet har 0,4 kvadratkilometer vattenytor vilket ger det en sjöprocent på 1,1 %.